# Уплатнівська волость
Уплатнівська волость — адміністративно-територіальна одиниця Павлоградського повіту Катеринославської губернії.
Станом на 1886 рік — складалася з 3 поселень, 3 сільських громад. Населення — 1055 осіб (544 осіб чоловічої статі та 511 — жіночої), 156 дворове господарство.
|                     | Площа, десятин | У тому числі орної, десятин |
| ------------------- | -------------- | --------------------------- |
| Сільських громад    | 1200           | 691                         |
| Приватної власності | 9845           | 1658                        |
| Іншої власності     | 71             | 28                          |
| Загалом             | 11116          | 2377                        |

Найбільші поселення волості:
- Уплатнівка (Попівка) — село при річці Велика Тернівка за 50 верст від повітового міста, 489 осіб, 69 дворів, церква православна, школа, цегельний завод, лавка.
- Милівка (Марієндар) — село при річці Велика Тернівка, 286 осіб, 43 двори, цегельний завод.